# Pedro Olórtegui Huamaní
Pedro Javier Olórtegui Huamaní (Ayacucho, 1981) también conocido como Javier María Olórtegui es un escritor y docente ayacuchano. Ha escrito cuentos, poemas, minificción. Es uno de los jóvenes representantes de la literatura ayacuchana. Estudió en el Colegio Salesiano San Juan Bosco de Ayacucho. Posteriormente Lengua y Literatura en la Facultad de Ciencias de la Educación de la Universidad Nacional de San Cristóbal de Huamanga (UNSCH).

## Crítica
Según el poeta y docente Elmer Arana menciona que "los jóvenes se identifican con otros héroes, otros paradigmas: Daniel F, Rafo Raez se ven como sujetos a emular. Música desaforada como el metal, el ska, el punk, alimentan la creación literaria de jóvenes aedos como Pedro Olórtegui. Para él, atrás quedaron los poemas sentidos, de intensidad lírica. Importa ahora lo prosaico, lo brutal, lo erótico, lo burdo. El sentimiento de inconformidad con el mundo se desliza por los versos". Por ello, la poesía de Pedro Olórtegui es una ruptura con los modelos clásicos de la poesía ayacuchana del siglo XX, que se caracteriza por su patriotismo, su espíritu regionalista y su afán indigenista.

## Obras
La morfología del tiempo (2012)
Viaje al fin de la nada (2014)
Cuando el pasado nos alcance (2017)
La tierra que nos toca (2019)
El camino siempre está más lejos (2021) 
Chiririnka (2024) 